# وحيد (ويس)
وحید (بالفارسية: وحید) هي منطقة سكنية تقع في إيران في قسم ويس الريفي. يقدر عدد سكانها بـ 80 نسمة بحسب إحصاء 2016.